# Campanula sulaimanii
Campanula sulaimanii là loài thực vật có hoa trong họ Hoa chuông. Loài này được Nasir mô tả khoa học đầu tiên năm 1984.